# Ledce (district de Mladá Boleslav)
Pour les articles homonymes, voir Ledce.
Ledce (en allemand : Ledetz) est une commune du district de Mladá Boleslav, dans la région de Bohême-Centrale, en République tchèque. Sa population s'élevait à 392 habitants en 2020.

## Géographie
Ledce se trouve à 9 km à l'ouest-sud-ouest de Dobrovice, à 14 km à l'est-sud-est de Mladá Boleslav et à 56 km au nord-est de Prague.
La commune est limitée par Kobylnice au nord-est, par Ujkovice au nord-est et à l'est, par Prodašice à l'est, par Košík et Seletice au sud, et par Pěčice et Žerčice à l'ouest.

## Histoire
La première mention écrite de la localité date de 1383.

## Transports
Par la route, Ledce se trouve à 10,5 km de Dobrovice, à 21 km de Mladá Boleslav et à 73 km du centre de Prague.